# Museum für Musikautomaten

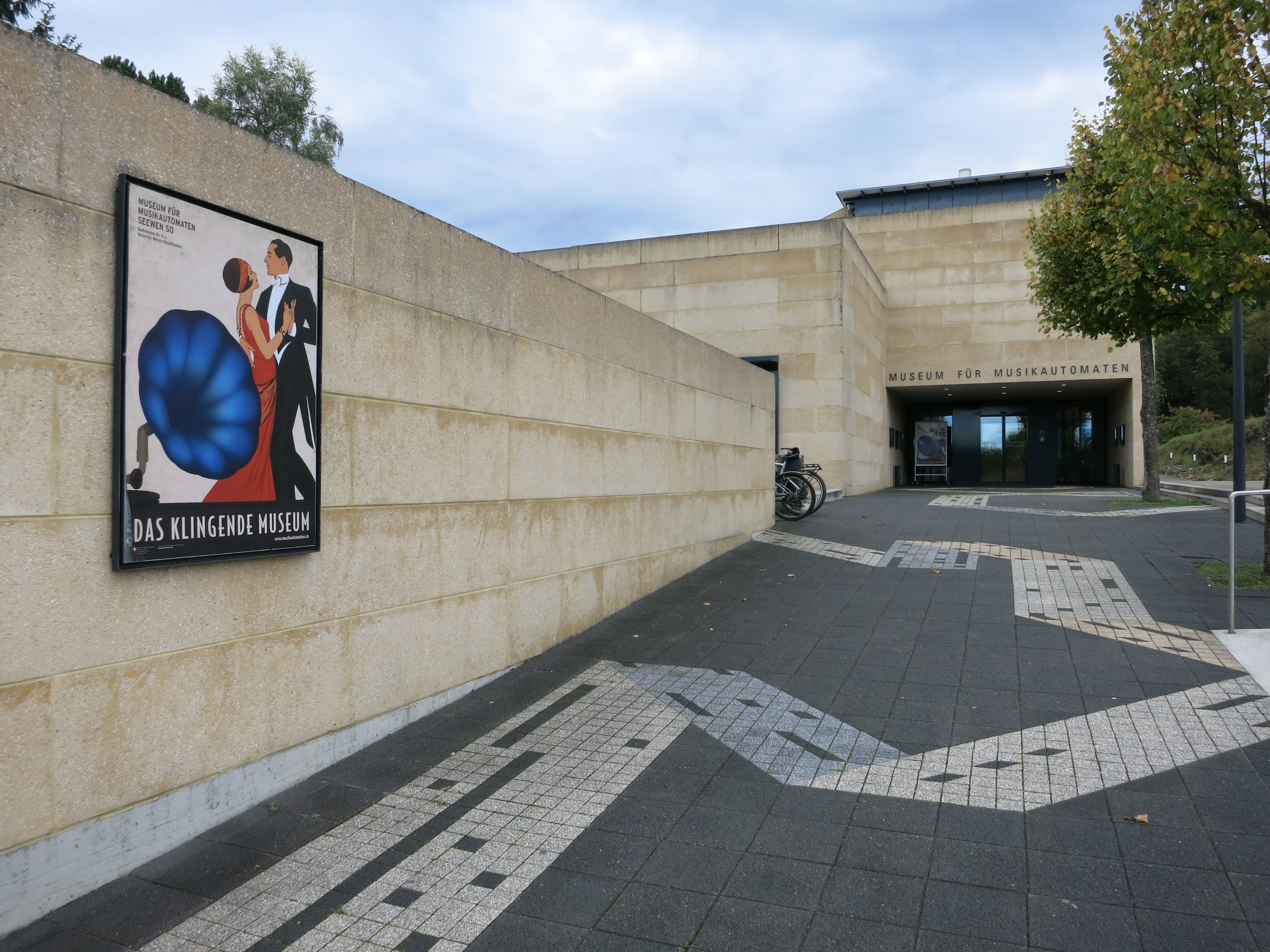
Museumseingang, Lochstreifen-Grafik im Pflaster

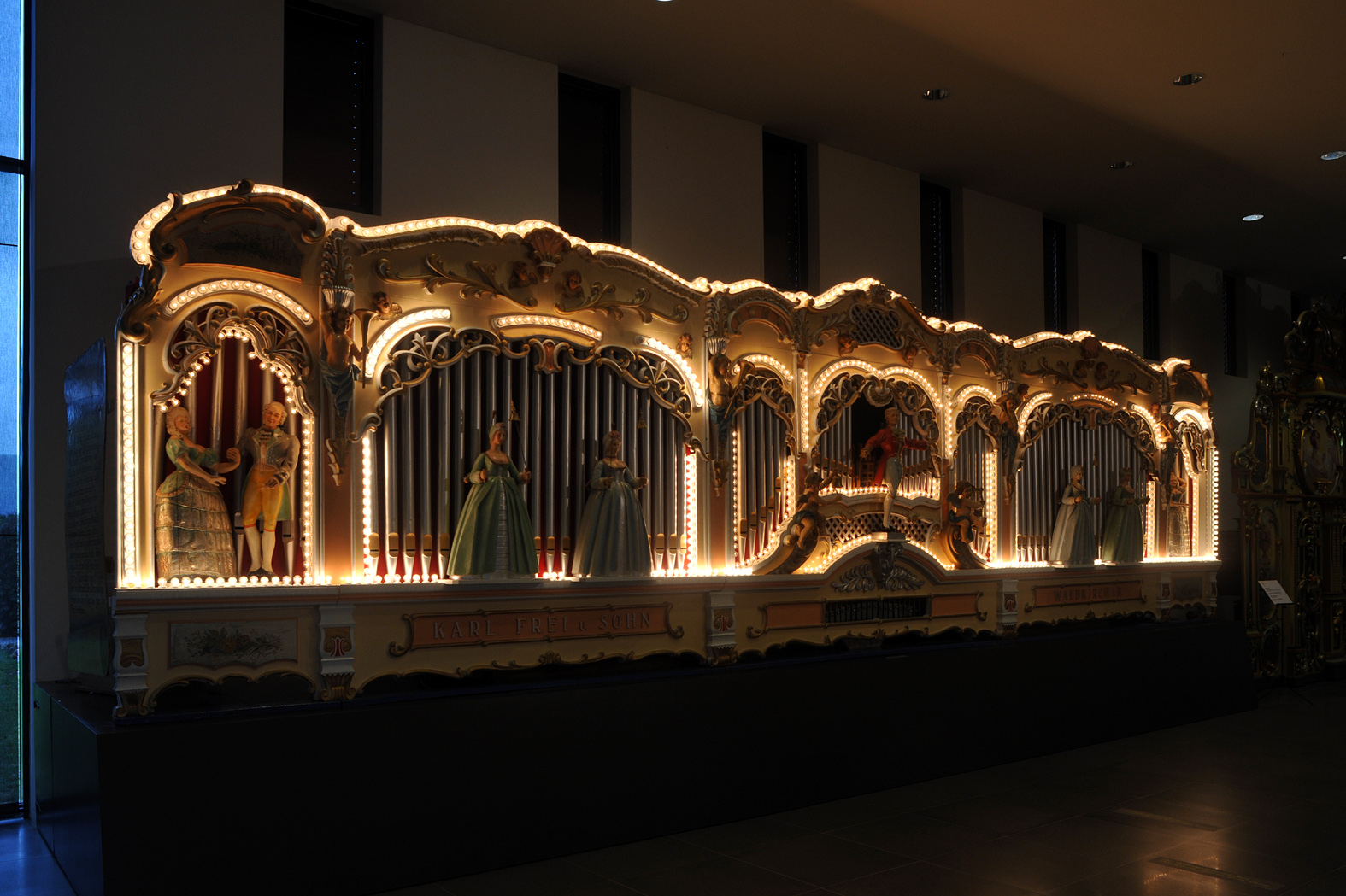
Strassenorgel in der Eingangshalle

Das Museum für Musikautomaten befindet sich in der solothurnischen Gemeinde Seewen in der Schweiz und ist ein Museum im Besitz der Schweizerischen Eidgenossenschaft.
Das Museum beherbergt eine Sammlung von Schweizer Musikdosen und Plattenspieldosen, mechanischen Musikautomaten, Phonographen, Grammophonen und Uhren.

## Geschichte
Das Museum für Musikautomaten Seewen verdankt seine Existenz der leidenschaftlichen Sammlungstätigkeit von Heinrich Weiss-Stauffacher, der über Jahrzehnte eine umfassende Sammlung an Schweizer Musikdosen, Plattenspieldosen, Automaten, Orchestrions und Uhren mit Musikwerk zu einer der grössten Sammlungen weltweit zusammentrug. Im Jahre 1979 wurde diese Sammlung der Öffentlichkeit zugänglich gemacht. Es entstand ein privates Museum, welches im Jahre 1990 als Schenkung an den Schweizer Staat überging. Ein grosszügiger Erweiterungsbau, der die Ausstellungsfläche verdoppelte und der den Anforderungen eines modernen Museums dient, wurde im Jahre 2000 fertiggestellt und beherbergt auch ein Restaurant mit Aussichtsterrasse.
Die von Christoph E. Hänggi geleitete Institution ist ein touristisches und kulturelles Aushängeschild der Region Nordwestschweiz und des Schwarzbubenlandes.

## Ausstellungen und Führungen

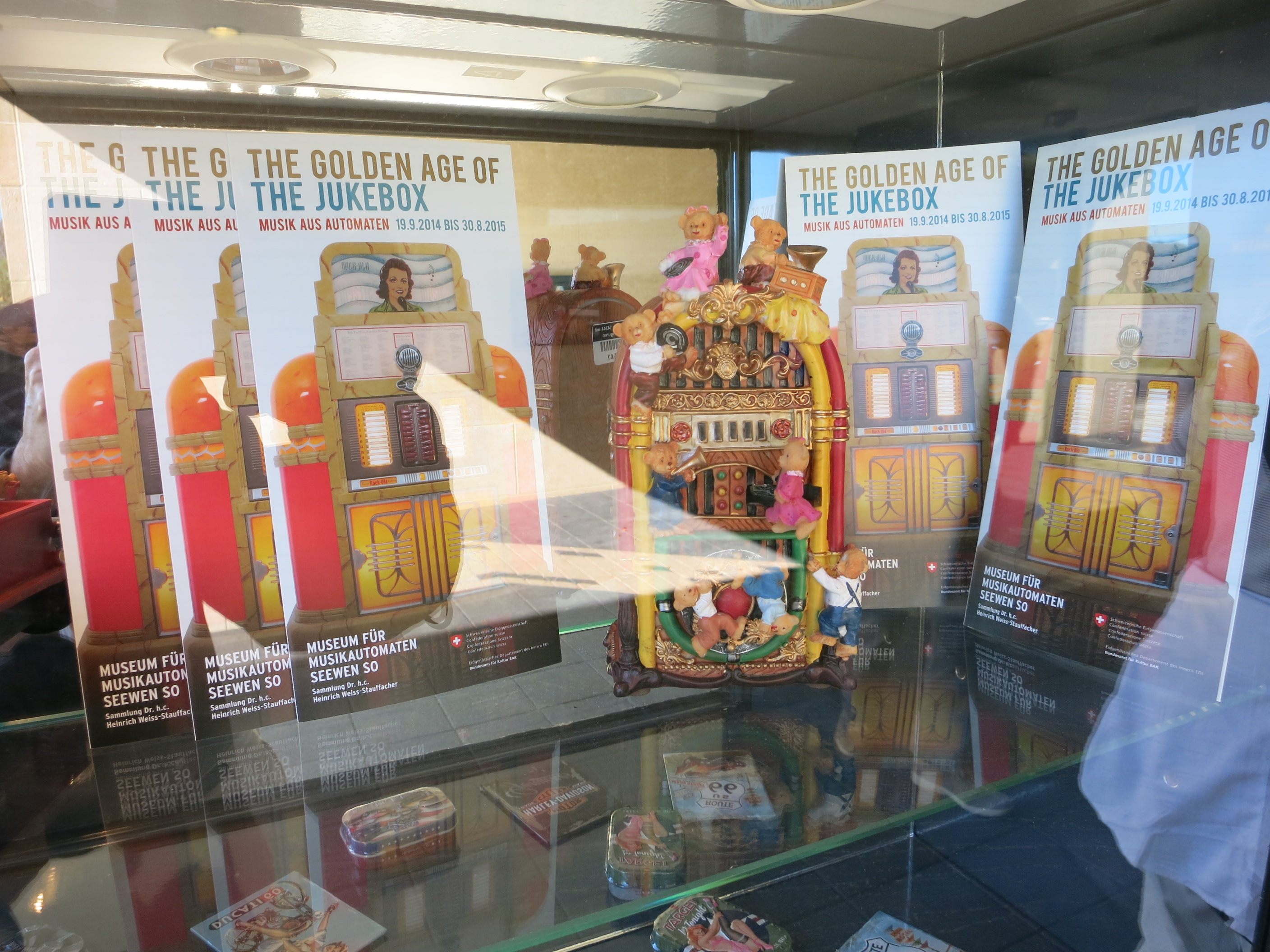
Sonderausstellung 2014/2015 über die Jukebox

Bei der Führung durch die Dauerausstellung zum Thema "Die Schweiz - das Land der Klangpioniere" wird unter anderem auf einen Schwerpunkt der Sammlung, die in der Schweiz hergestellten Musikdosen und Plattenspieldosen, eingegangen.
Der Ausstellungsbesuch ist mit Führungen verbunden, bei denen die historischen Musikautomaten in Betrieb gesetzt werden. Einzelne Räume (Werkstattsaal, Salon Bleu, Tanzsaal) können nur im Rahmen dieser Führungen besichtigt werden.
Die bisherigen Sonderausstellungen des Museums waren folgenden Themen gewidmet:
- Musique de gare – Bahnhofautomaten der Schweiz
- Jewels of Time – Juwelen der Zeit
- Träumereien mit Musik – Figurenautomaten
- What’s the time? Hommage an die Deutschschweizer Uhrmacherkunst
- Als der Ton noch aus dem Trichter kam – Phonographen und Grammophonen
- Klangkunst – Pionierzeit, Blüte und Untergang der Schweizer Musikdosen
- Musik in der Zeit – Uhren mit mechanischen Musikwerken
- Wie von Geisterhand – Spieltisch der Orgel. Zur Geschichte der Firma Welte anlässlich des 100-Jahr-Jubiläums der Welte-Philharmonie-Orgel
- Die Zither – Ein Instrument der Haus-, Kunst- und Volksmusik
- The Golden Age of the Jukebox – Musik aus Automaten
- Charlie und Freunde – eine Hommage an Franz Oehrlein
- Der letzte Romantiker? Max Reger und die Welte-Philharmonie-Orgel (2016)
- Stella, Gloria und Edelweiss – Blechplattenmusik aus der Schweiz (2016/2017)

Die vorgesehenen nächsten Sonderausstellungen sind:
- Claude Debussy „live“ - Aufnahmen des französischen Komponisten auf dem Welte-Mignon-Klavier (25. März bis 21. Mai 2018)
- Klingendes Gold - Traumhafte Meisterwerke aus der Sammlung des Museums für Musikautomaten (31. Mai 2018 bis 31. Januar 2019)

### Die Britannic-Orgel

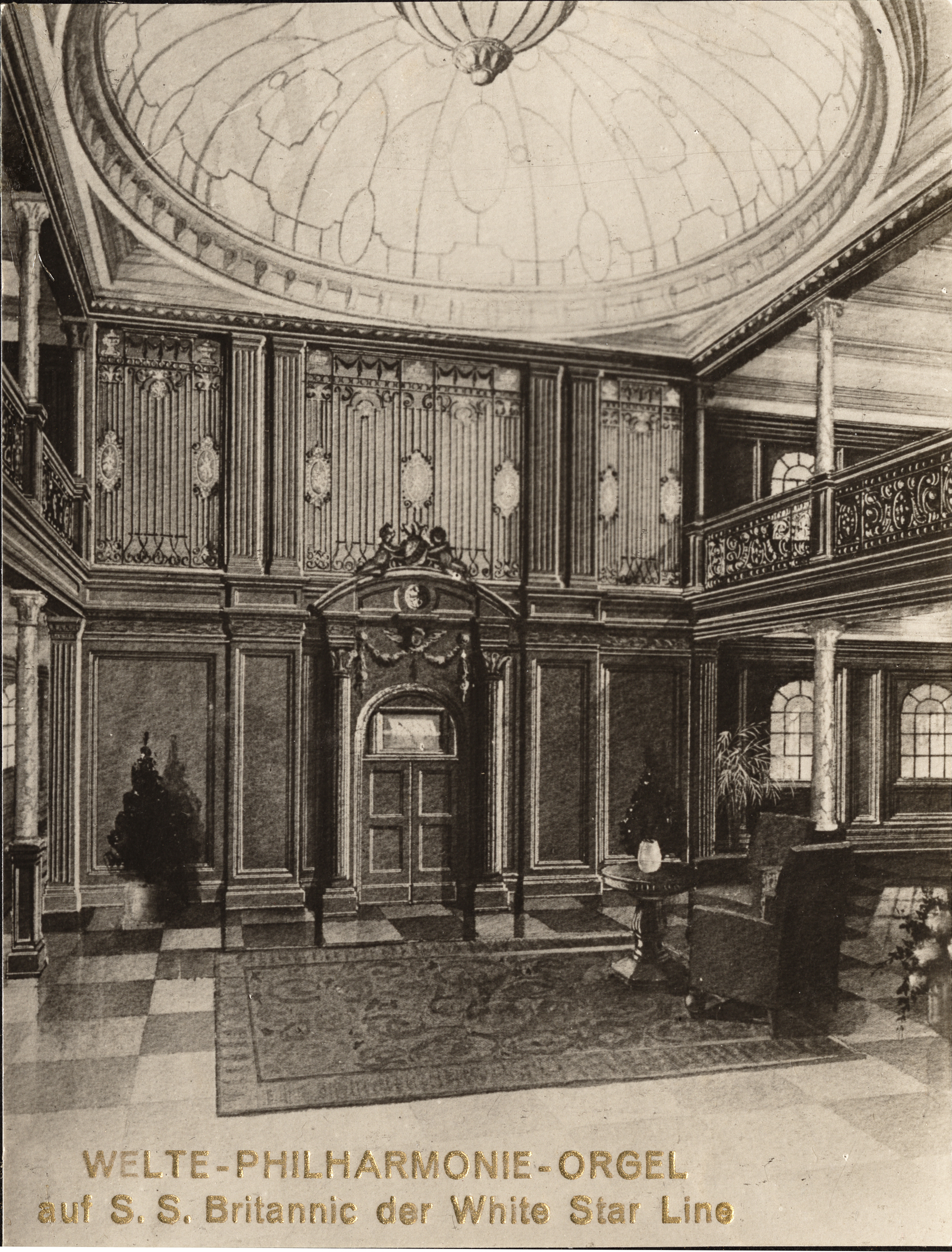
Die für den obersten Absatz der grossen Treppe in der 1. Klasse der Britannic vorgesehene Orgel

Die für die Britannic um 1913 von M. Welte & Söhne in Freiburg im Breisgau gebaute Philharmonieorgel bildet mit den rund 1500 originalen Klavierrollen ein Herzstück der Ausstellung.
Wegen der Umbauarbeiten musste die Philharmonieorgel, welche bereits seit 30 Jahren im Besitz des Museums war, abgebaut und eingelagert werden. Im Zuge der Restaurierung dieser Orgel im Jahre 2007 wurden an insgesamt neun Stellen Inschriften wie "BRITANIK REGISTER" entdeckt.
Recherchen des Museums zufolge war die Orgel ursprünglich für die Britannic (ein Schwesterschiff der legendären Titanic) vorgesehen, wurde vermutlich 1914 eingebaut und später wieder ausgebaut, weil die Britannic für den Ersten Weltkrieg eingezogen wurde.
Zusammen mit der Berner Fachhochschule Technik und Informatik werden die originalen Klavierrollen zurzeit (2012) digitalisiert und überarbeitet. So kann die Orgel heute nicht nur mit den fragilen Papierrollen betrieben, sondern auch direkt per Computer gesteuert werden.